# Michael Adeane
Michael Edward Adeane, barone Adeane (Londra, 30 settembre 1910 – Aberdeen, 30 aprile 1984), è stato un ufficiale britannico, segretario privato della regina Elisabetta II del Regno Unito per 19 anni, dal 1953 al 1972.

## Biografia
Michael Adeane era figlio del capitano Henry Robert Augustus Adeane (1882-1914) e di sua moglie Victoria Eugenie Bigge (morta nel 1969). Suo nonno paterno era l'ammiraglio Edward Stanley Adeane, mentre il nonno materno era Arthur Bigge, I barone Stamfordham, segretario privato della regina Vittoria e di re Giorgio V. Adeane studiò presso l'Eton College e si laureò al Magdalene College di Cambridge nel 1934 con un Master of Arts.
Dopo la laurea viaggiò in Canada, dove ebbe l'incarico di aiutante di campo del governatore generale del Canada Lord Bessborough dal 1934 al 1935, e poi del suo successore Lord Tweedsmuir fino al 1936.
Tornato in Inghilterra, lavorò come assistente segretario privato di re Giorgio VI dal 1945 al 1952 e poi della regina Elisabetta II fino al 1953, quando fu promosso segretario privato e venne ammesso al consiglio privato di sua maestà.
Il 10 gennaio 1939 sposò Helen Chetwynd-Stapleton (1916-1994), con la quale ebbe due figli: un maschio e una femmina. Il figlio Edward Adeane, avvocato, fu segretario privato di Carlo, principe del Galles, dal 1979 al 1985.
Il 30 aprile 1984 morì per insufficienza cardiaca ad Aberdeen, in Scozia. Il suo corpo fu cremato al Golders Green Crematorium.

## Onorificenze
Adeane fu nominato membro dell'Ordine reale vittoriano (MVO) nel 1946, compagno dell'Ordine del Bagno (CB) nel 1947, commendatore dell'Ordine reale vittoriano (KCVO) nel 1951, e comandante cavaliere dell'Ordine del Bagno (KCB) nel 1955. Nel 1962 fu promosso a cavaliere di gran croce dell'Ordine reale vittoriano (GCVO) e, nel 1968, a cavaliere di gran croce dell'Ordine del Bagno (GCB).
Nel 1959, Adeane ricevette l'Ordine al merito della Repubblica austriaca, e il 20 aprile 1972 fu nominato pari a vita con il titolo di Barone Adeane di Stamfordham, nella Contea di Northumberland.

## Nella cultura di massa
Michael Adeane viene interpretato dall'attore Will Keen nella prima e nella seconda stagione della serie di Netflix The Crown. Dopo il recast completo della serie, nella terza stagione è interpretato dall'attore David Rintoul.

## Ascendenza
|                                    |                           |                                    | Genitori                                   |  |  | Nonni |  |  | Bisnonni          |  |  | Trisnonni           |  |
|                                    |                           |                                    |                                            |  |  |       |  |  | Henry John Adeane |  |  | Robert Jones Adeane |  |
|                                    |                           |                                    |                                            |  |  |       |  |  | Henry John Adeane |  |  | Robert Jones Adeane |  |
|                                    |                           | Annabella Blake                    |                                            |  |  |       |  |  | Henry John Adeane |  |  |                     |  |
| Edward Stanley Adeane              |                           |                                    |                                            |  |  |       |  |  | Henry John Adeane |  |  |                     |  |
|                                    |                           | hon. Matilda Abigail Stanley       | John Stanley, I barone Stanley di Alderley |  |  |       |  |  |                   |  |  |                     |  |
|                                    |                           | hon. Matilda Abigail Stanley       | John Stanley, I barone Stanley di Alderley |  |  |       |  |  |                   |  |  |                     |  |
|                                    |                           | hon. Matilda Abigail Stanley       | lady Maria Josepha Holroyd                 |  |  |       |  |  |                   |  |  |                     |  |
| Henry Adeane                       |                           | hon. Matilda Abigail Stanley       |                                            |  |  |       |  |  |                   |  |  |                     |  |
|                                    |                           | Harry Dalzell, X conte di Carnwath | Robert Dalzell, VI conte di Carnwath       |  |  |       |  |  |                   |  |  |                     |  |
|                                    |                           | Harry Dalzell, X conte di Carnwath | Robert Dalzell, VI conte di Carnwath       |  |  |       |  |  |                   |  |  |                     |  |
|                                    |                           | Harry Dalzell, X conte di Carnwath | Andalusia Browne                           |  |  |       |  |  |                   |  |  |                     |  |
| lady Edith Isabella Dalzell        |                           | Harry Dalzell, X conte di Carnwath |                                            |  |  |       |  |  |                   |  |  |                     |  |
|                                    |                           | Isabella Campbell                  | rev. Alexander Campbell                    |  |  |       |  |  |                   |  |  |                     |  |
|                                    |                           | Isabella Campbell                  | rev. Alexander Campbell                    |  |  |       |  |  |                   |  |  |                     |  |
|                                    |                           | Isabella Campbell                  | …                                          |  |  |       |  |  |                   |  |  |                     |  |
| Michael Adeane, I barone Adeane    |                           | Isabella Campbell                  |                                            |  |  |       |  |  |                   |  |  |                     |  |
|                                    | rev. John Frederick Bigge | Charles William Bigge              |                                            |  |  |       |  |  |                   |  |  |                     |  |
|                                    | rev. John Frederick Bigge | Charles William Bigge              |                                            |  |  |       |  |  |                   |  |  |                     |  |
|                                    | rev. John Frederick Bigge | Alicia Wilkinson                   |                                            |  |  |       |  |  |                   |  |  |                     |  |
| Arthur Bigge, I barone Stamfordham | rev. John Frederick Bigge |                                    |                                            |  |  |       |  |  |                   |  |  |                     |  |
|                                    |                           | Caroline Mary Ellison              | Nathaniel Ellison                          |  |  |       |  |  |                   |  |  |                     |  |
|                                    |                           | Caroline Mary Ellison              | Nathaniel Ellison                          |  |  |       |  |  |                   |  |  |                     |  |
|                                    |                           | Caroline Mary Ellison              | …                                          |  |  |       |  |  |                   |  |  |                     |  |
| hon. Victoria Eugenie Bigge        |                           | Caroline Mary Ellison              |                                            |  |  |       |  |  |                   |  |  |                     |  |
|                                    |                           | rev. William Frederick Neville     | rev. George Neville-Grenville              |  |  |       |  |  |                   |  |  |                     |  |
|                                    |                           | rev. William Frederick Neville     | rev. George Neville-Grenville              |  |  |       |  |  |                   |  |  |                     |  |
|                                    |                           | rev. William Frederick Neville     | lady Charlotte Legge                       |  |  |       |  |  |                   |  |  |                     |  |
| Constance Neville                  |                           | rev. William Frederick Neville     |                                            |  |  |       |  |  |                   |  |  |                     |  |
|                                    |                           | Fanny Grace Blackwood              | William Blackwood                          |  |  |       |  |  |                   |  |  |                     |  |
|                                    |                           | Fanny Grace Blackwood              | William Blackwood                          |  |  |       |  |  |                   |  |  |                     |  |
|                                    |                           | Fanny Grace Blackwood              | …                                          |  |  |       |  |  |                   |  |  |                     |  |
|                                    |                           | Fanny Grace Blackwood              |                                            |  |  |       |  |  |                   |  |  |                     |  |